# With the Lights Out
With the Lights Out je cd box set, který zahrnuje 3 CD a 1 DVD se zvukovými a obrazovými nahrávkami americké grungeové skupiny Nirvana. Byl vydán v listopadu roku 2004. Obsahuje raritní skladby skupiny a mnoho živých nahrávek. Vydání box setu předcházely soudní spory o autorská práva mezi Courtney Love, vdovou po Kurtu Cobainovi, a bývalými členy kapely Davem Grohlem a Kristem Novoselicem.